# Laboes marina minnesmärke

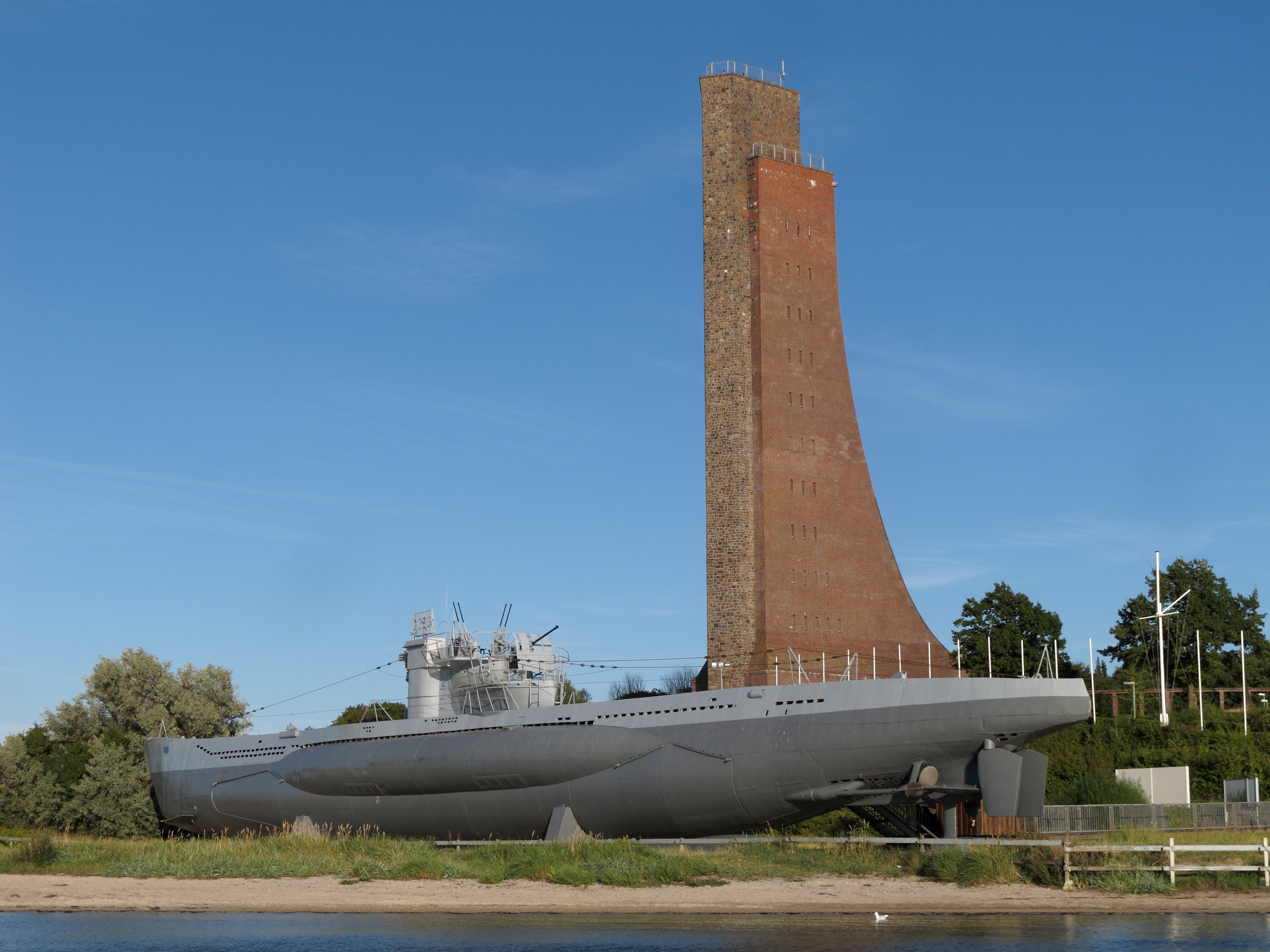
Laboes marina minnesmärke och museiubåten U 995.

Laboes marina minnesmärke (tyska Marine-Ehrenmal Laboe) står i Laboe vid Kielfjordens mynning cirka 15 kilometer nordost om Kiel i Schleswig-Holstein, Tyskland. Minnesmärket uppfördes mellan 1927 och 1936 och skulle ursprungligen hedra tyska marinsoldater som stupade under första världskriget. Sedan 1996 påminner anläggningen om samtliga sjömän från alla nationer som mist livet på världshaven. Idag är Laboes marina minnesmärke ett internationellt fredsmonument och ett museum som besöktes av över 14 miljoner människor mellan 1954 och 2004. Monumentets 85 meter höga torn är ett välkänt landmärke och ett exempel för expressionistisk arkitektur i Tyskland.

## Historik

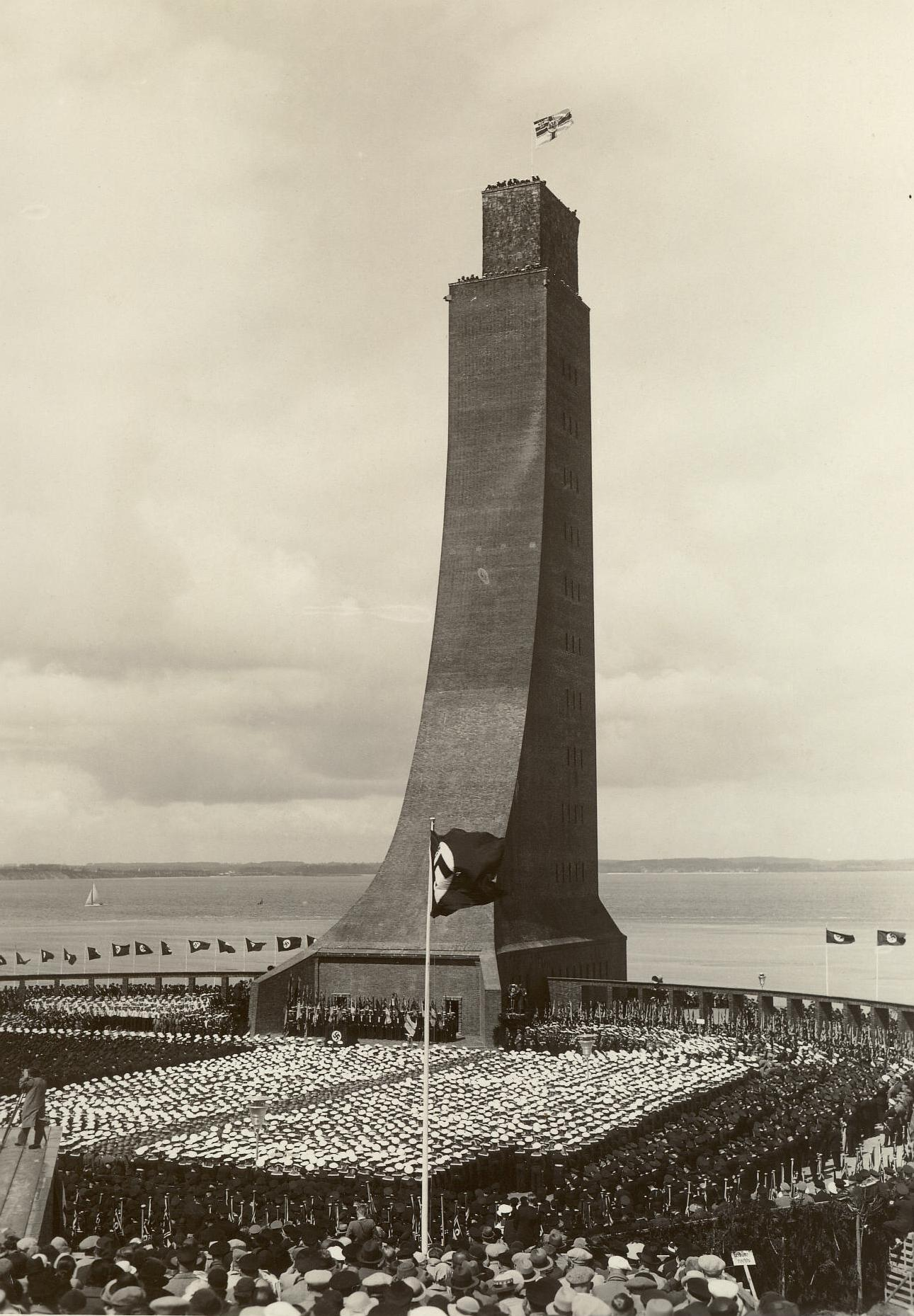
Invigning den 30 maj 1936.

År 1925 föddes idén att resa ett minnesmärke över tyska marinsoldater som förlorade sina liv under första världskriget. I den lilla orten Laboe vid Kielfjorden skulle en officiell minnesplats byggas, där nationen manades till att återuppbygga den tyska marinen. Men även familjemedlemmar skulle ges möjligheten att sörja sina stupade anhöriga. Det rörde sig om 34 836 tyska sjömän i Kejserliga marinen som gav sina liv mellan 1914 och 1918.
Efter en arkitekttävling år 1927 fick den expressionistiska arkitekten Gustav August Munzer från Düsseldorf uppdraget att rita minnesmärket. Han skapade ett 85 meter högt, svängt och upptill avsmalnande torn som för tanken till ett fartygsroder, en stäv, ett segel eller ett ubåtstorn. Enligt arkitekten skulle dock tornet symbolisera ”ett byggnadsverk som reser sig lik en flamma mot himlen”. Grundstensläggningen utfördes av amiral Reinhard Scheer och ägde rum den 8 augusti 1927. I sitt tal rimmade han: Für deutsche Seemannsehr', für Deutschlands schwimmende Wehr, für beider Wiederkehr (ungefär "För tysk sjömansära, för Tysklands flytande värn, för bådas återkomst").  
Tornet konstruerades som en stående låda i armerad betong och kläddes dels med plattor i röd granit (kanten mot havet och tornspetsen) dels med hårdbränt, rött murtegel av fabrikat Bockhorner Klinker. I tornet leder 341 trappsteg och två hissar till en utsiktsplattform som ger besökaren en vidsträckt blick över Kielfjorden. Hela anläggningen täcker en areal av 5,7 hektar och innehåller bland annat en stensatt gård på 7 000 m² och en underjordisk minneshall. 
På grund av den stora depressionen med brist på medel och byggmaterial fördröjdes färdigställandet och först den 30 maj 1936 stod minnesmärket färdigt. Invigningstalet hölls av  storamiral Erich Raeder i närvaro av Adolf Hitler. Hitler själv höll inte tal, han gillade inte minnesmonumentet och kallade det senare Kitschprodukt sondersgleichen (kitschprodukt utan like). Minnesmonumentet kostade omkring 700 000 Reichsmark som huvudsakligen kom från gåvor.

## Nyare historik

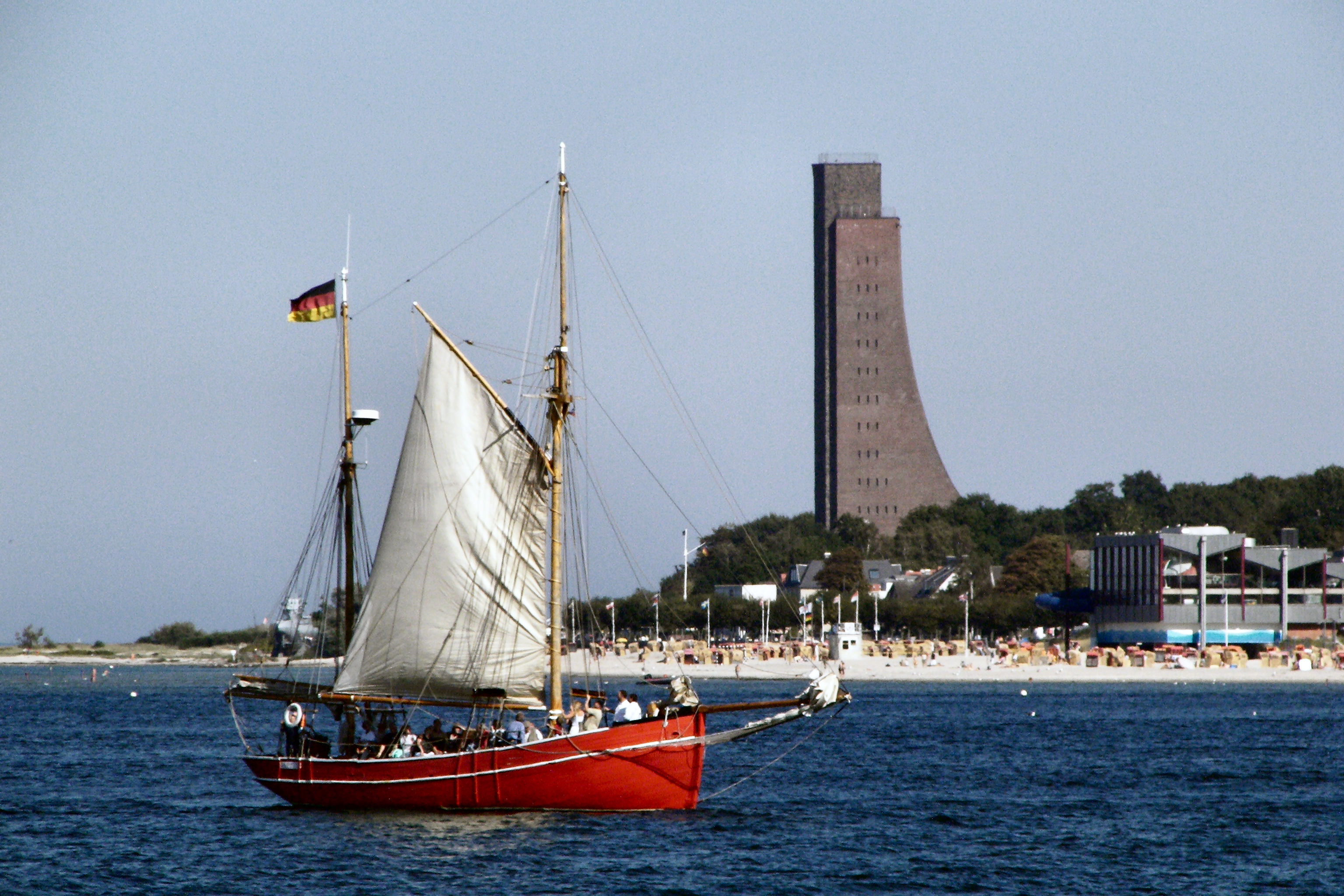
Vy från Kielfjorden, 2006

Minnesmärket i Laboe klarade andra världskriget utan större skador och beslagtogs 1945 av segermakterna. Allierade kontrollrådet hade planer på att spränga hela anläggningen, liksom samtliga minnesmärken från nazitiden. Laboes minnesmärke förhärligade dock inte kriget eller nazismen utan var tänkt som en plats att sörja och minnas stupade sjömän och utplåningen genomfördes aldrig.  
År 1954 lämnades minnesmärket tillbaka till Deutscher Marinebund. Samtidigt gavs minnesmärket en ny inriktning och omfattade nu samtliga soldater som omkom i båda världskrigen. Mellan 1993 och 1998 genomfördes en omfattande renovering av anläggningen. 1996 följde ytterligare en ändring för minnesmärkets uppgift som numera hedrar sjömän från alla nationer som omkommit till sjöss, både i freds- och krigstid. Laboemonumentet vill även mana till fredlig sjöfart på fria hav. I minneshallen finns numera ett museum som visar den tyska marinens historia fram till idag. Utanför minnesmärket ligger sedan 1972  museiubåten U 995.

## Interiörbilder

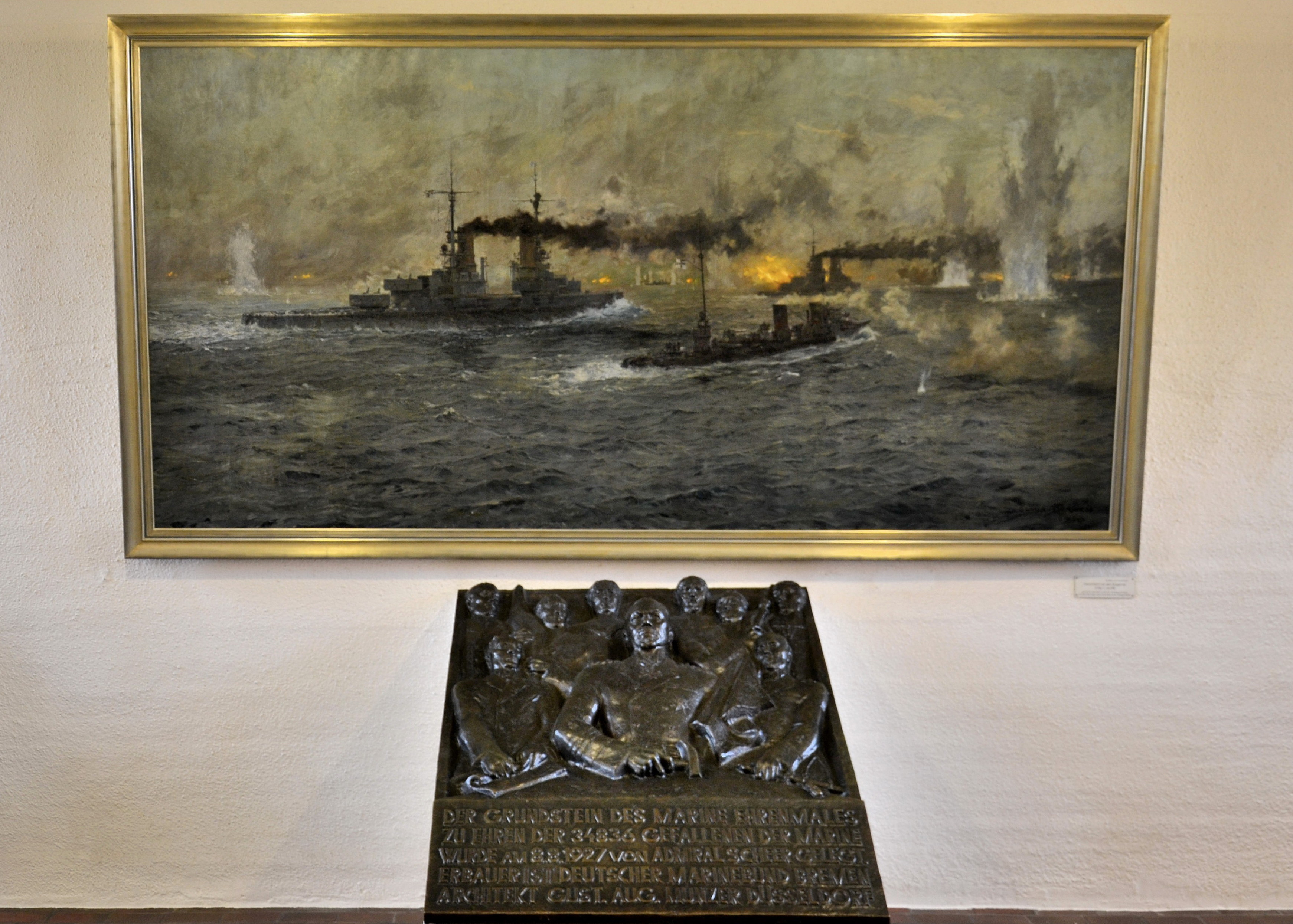
Minnesplakett för grundstensläggningen
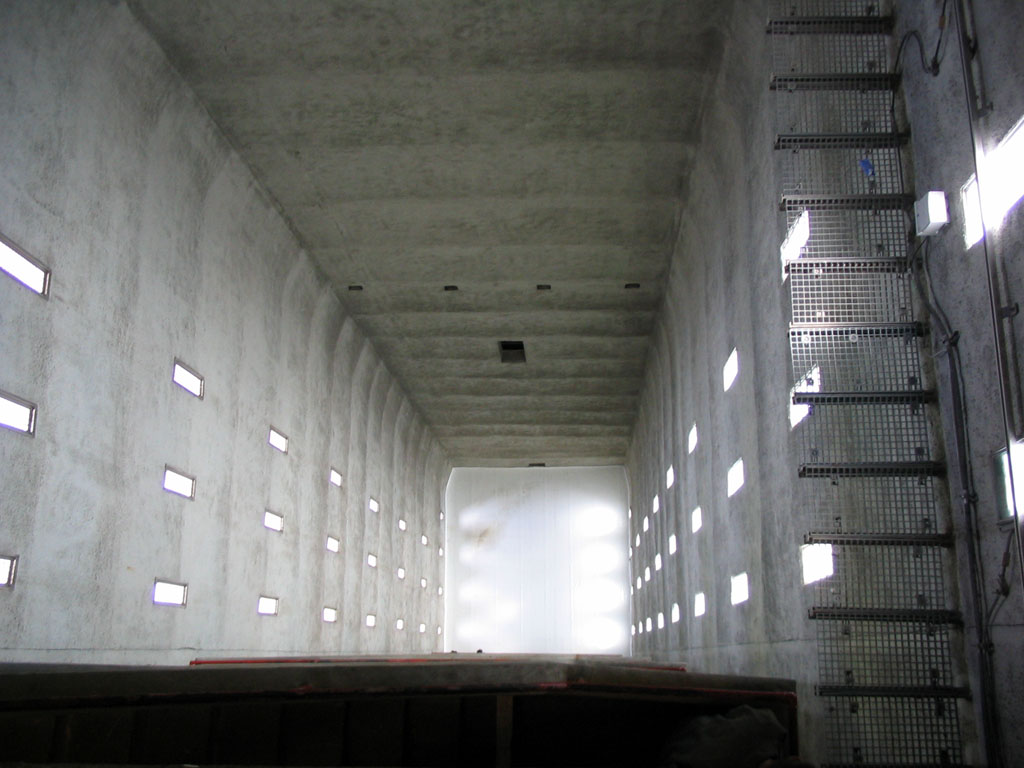
Vy i tornet från trappan rakt ner
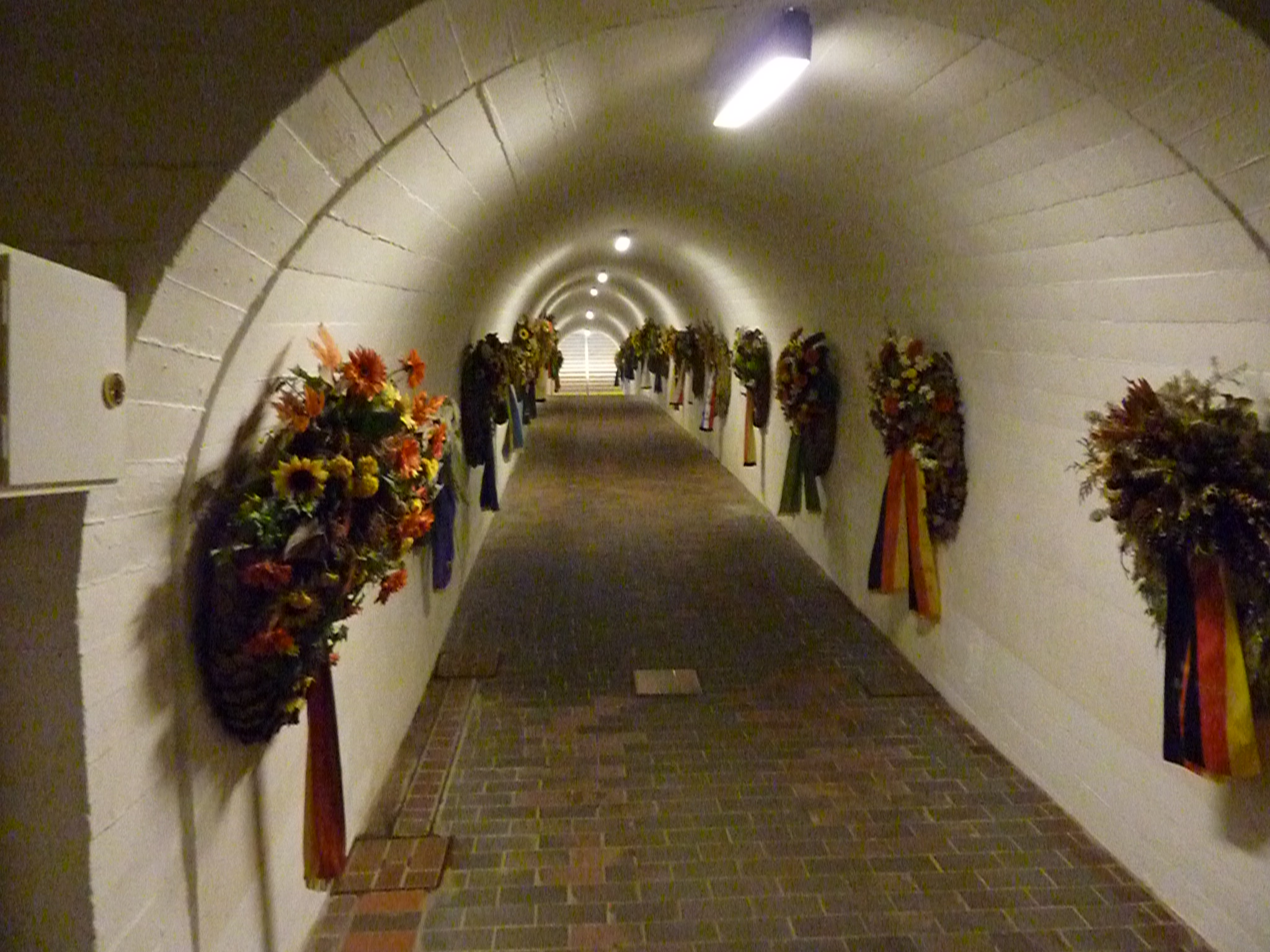
Tunneln till minneshallen
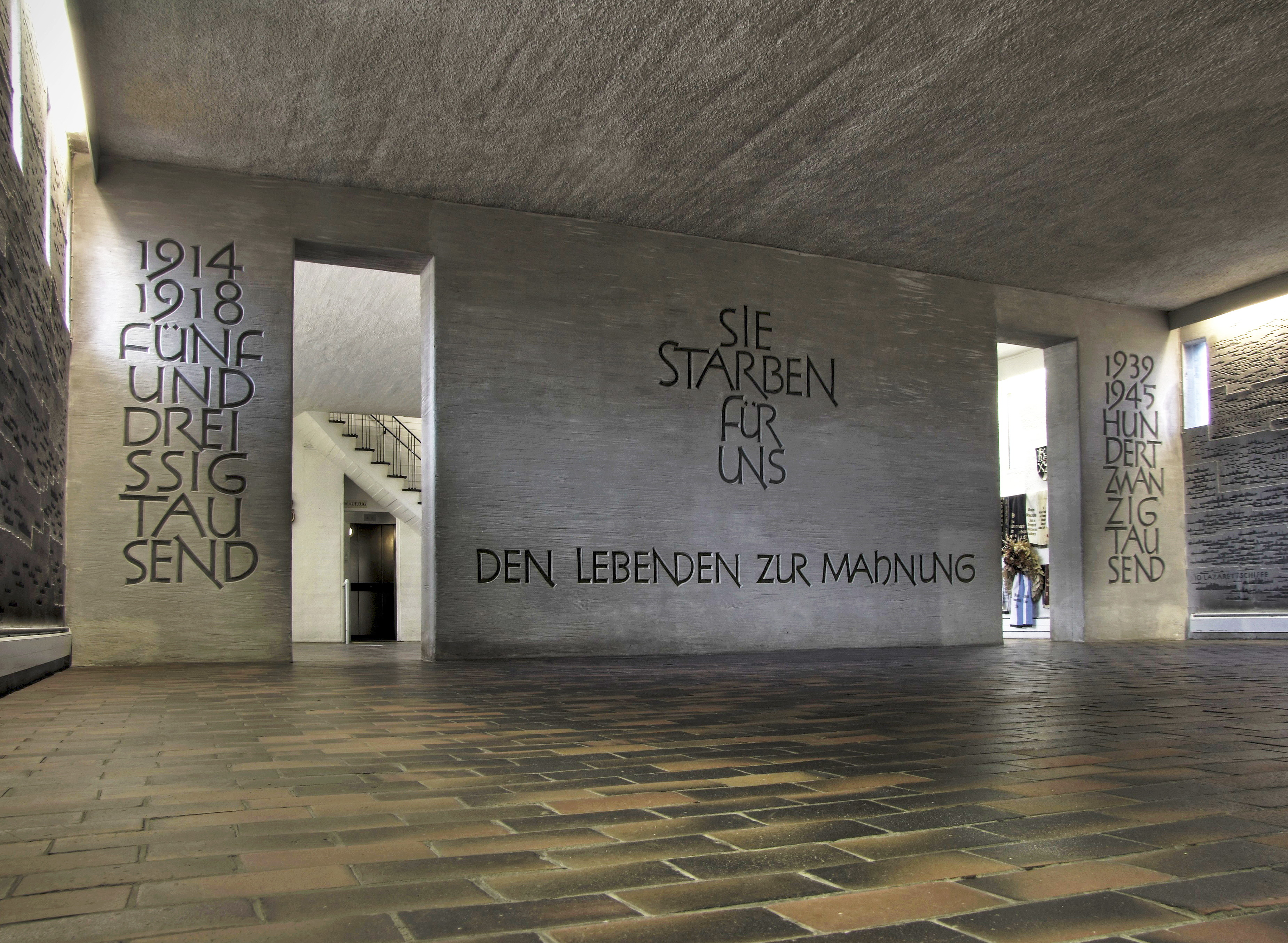
Entréhallen till minnesmonumentet
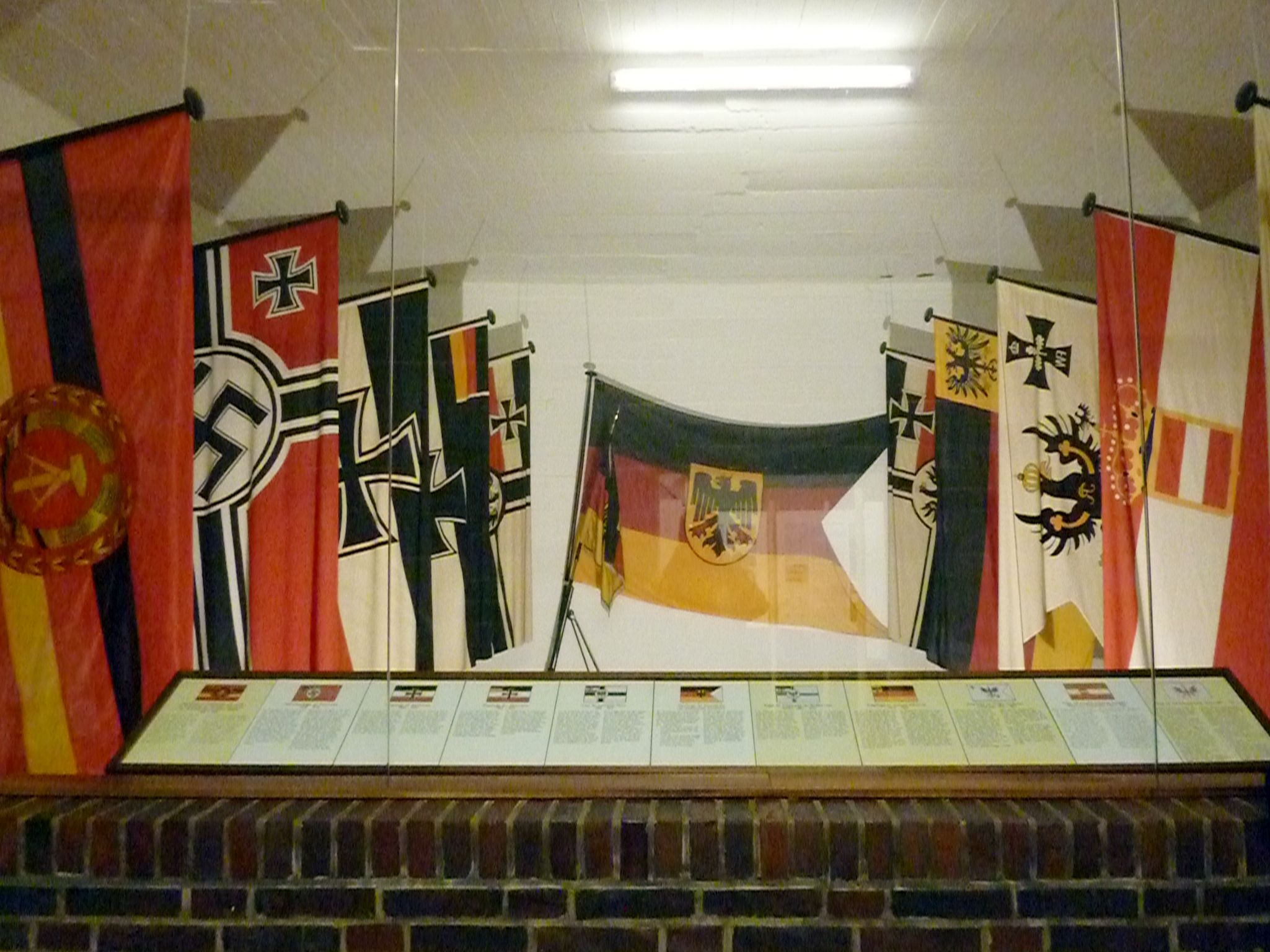
I museets flaggrum